# Elizabeth Catlett
Elizabeth Catlett Mora (Washington, 15 aprile 1915 – Cuernavaca, 2 aprile 2012) è stata una scultrice messicana di origini statunitensi.
È nota in particolare per le sculture e le stampe realizzate negli anni cinquanta e sessanta, incentrate sul tema dei diritti civili degli afroamericani.